# Lissonota coloradensis
Lissonota coloradensis là một loài tò vò trong họ Ichneumonidae.